# Ethniki Odos 80
Die Ethniki Odos 80 (griechisch Εθνική Οδός 80 ‚Nationalstraße 80‘) ist eine Straßenverbindung in Griechenland. Sie führt von der Hauptstadt Athen als Leoforos Vouliagmenis (Λεωφόρος Βουλιαγμένης) mit einer Länge von 15,3 km nach Süden in den Küsten- und Badeort Vouliagmeni (der entlang der Küste auch über die Ethniki Odos 91 angebunden ist). Zunächst verläuft die Straße in zwei getrennten Einbahnstraßen bis Agios Dimitrios und von dort weiter mit getrennten Richtungsfahrbahnen über Argyroupoli und Glyfada. Im Norden von Vouliagmeni stößt sie auf die EO 91. Unter der Trasse der Straße verläuft die Linie 2 der Metro Athen mit sieben Stationen.